# Adolphe Gérard (bourgmestre)
Pour les articles homonymes, voir Adolphe Gérard et Gérard.
 (février 2022).
La mise en forme du texte ne suit pas les recommandations de Wikipédia : il faut le « wikifier ».
Les points d'amélioration suivants sont les cas les plus fréquents. Le détail des points à revoir est peut-être précisé sur la page de discussion.
- Les titres sont pré-formatés par le logiciel. Ils ne sont ni en capitales, ni en gras.
- Le texte ne doit pas être écrit en capitales (les noms de famille non plus), ni en gras, ni en italique, ni en « petit »…
- Le gras n'est utilisé que pour surligner le titre de l'article dans l'introduction, une seule fois.
- L'italique est rarement utilisé : mots en langue étrangère, titres d'œuvres, noms de bateaux, etc.
- Les citations ne sont pas en italique mais en corps de texte normal. Elles sont entourées par des guillemets français : « et ».
- Les listes à puces sont à éviter, des paragraphes rédigés étant largement préférés. Les tableaux sont à réserver à la présentation de données structurées (résultats, etc.).
- Les appels de note de bas de page (petits chiffres en exposant, introduits par l'outil «  Source ») sont à placer entre la fin de phrase et le point final[comme ça].
- Les liens internes (vers d'autres articles de Wikipédia) sont à choisir avec parcimonie. Créez des liens vers des articles approfondissant le sujet. Les termes génériques sans rapport avec le sujet sont à éviter, ainsi que les répétitions de liens vers un même terme.
- Les liens externes sont à placer uniquement dans une section « Liens externes », à la fin de l'article. Ces liens sont à choisir avec parcimonie suivant les règles définies. Si un lien sert de source à l'article, son insertion dans le texte est à faire par les notes de bas de page.
- La présentation des références doit suivre les conventions bibliographiques. Il est recommandé d'utiliser les modèles {{Ouvrage}}, {{Chapitre}}, {{Article}}, {{Lien web}} et/ou {{Bibliographie}}. Le mode d'édition visuel peut mettre en forme automatiquement les références.
- Insérer une infobox (cadre d'informations à droite) n'est pas obligatoire pour parachever la mise en page.

Pour une aide détaillée, merci de consulter Aide:Wikification.
Si vous pensez que ces points ont été résolus, vous pouvez retirer ce bandeau et améliorer la mise en forme d'un autre article.
Adolphe Gérard, né en septembre 1906, mort en novembre 1987, a été bourgmestre de la commune d’Ocquier pendant 36 mandats consécutifs. 

Son étiquette politique était « Intérêts communaux » (IC).

## Biographie
Adolphe Gérard a cumulé 36 mandats consécutifs durant 30 ans (1947 à 1977). Après la fusion des communes, il fut le premier bourgmestre (1977-1983) de la nouvelle entité de Clavier.
Son étiquette politique, « Intérêts communaux » (IC), est attribuée en Belgique à des listes politiques communales, indépendantes des partis politiques.
Il s’inscrit dans une tradition mayorale de père en fils. En 1798, son arrière-grand-père fut nommé maire d’Ocquier sous le régime napoléonien, jusqu’à sa mort en 1841. Son fils, Adolphe Gérard, dirigea la commune jusqu’à sa mort en 1900. Son fils, Maurice Gérard, le remplaça comme premier échevin, puis bourgmestre, jusqu’à sa mort en juillet 1946.

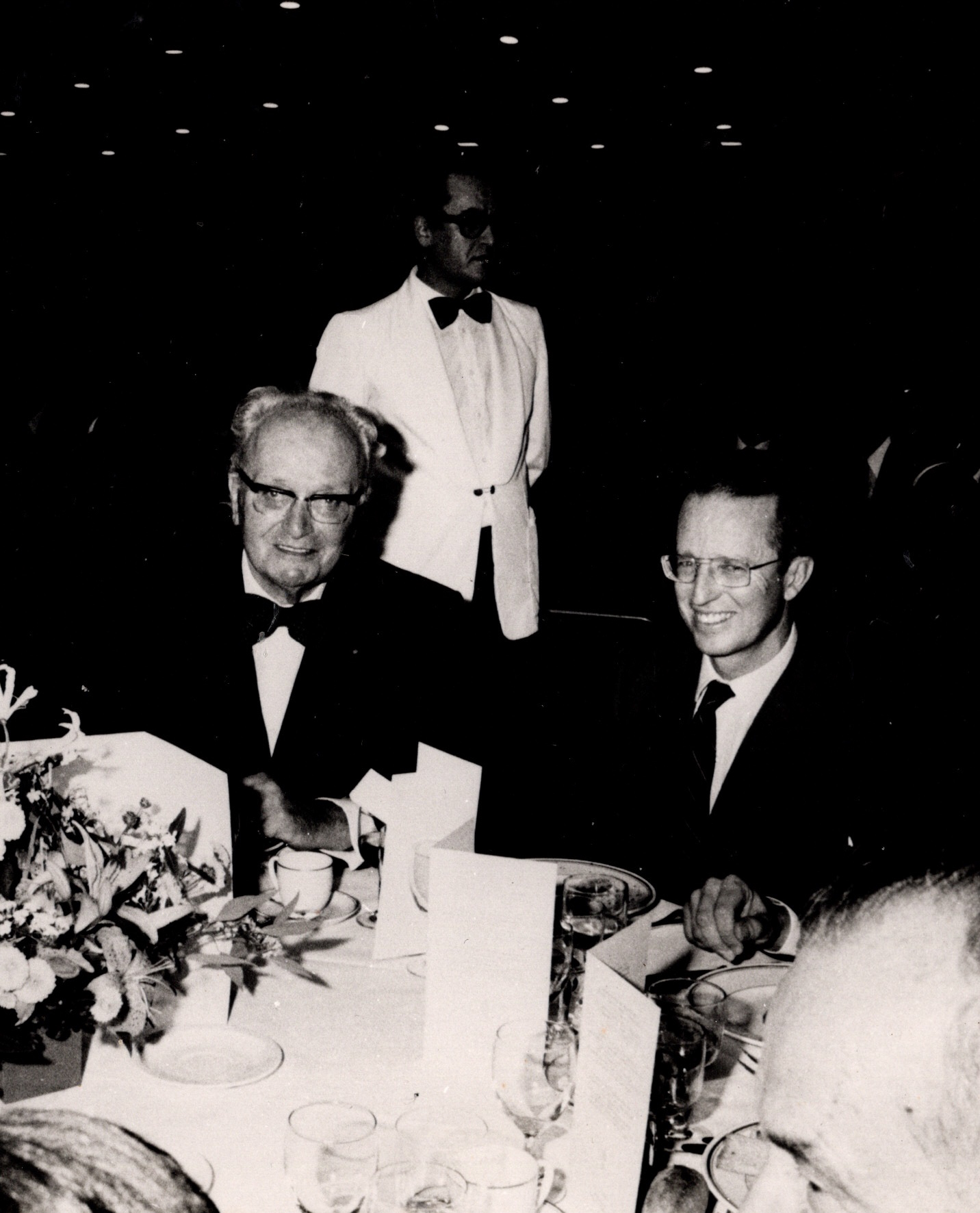
Le Roi Baudouin et Adolphe Gérard lors du 25e anniversaire du règne du Roi Baudouin célébré en 1976 au Palais de Princes Evêque de Liège

Gilbert Mottard, ancien gouverneur de la Province de Liège, raconte : « Lors du 25e anniversaire du règne de Baudouin en 1976, nous avons reçu tous les bourgmestres de la province au Palais de Princes Evêque. Il y avait là un maïeur qui avait 35 ans de fonction [Adolphe Gérard]. Il a dit au Roi que son père et son grand-père avaient été bourgmestre avant lui. Comme j’aimais bien le taquiner, je lui ai fait remarquer qu’il n’avait aucun mérite et à la surprise générale, le Roi a dit : “C’est exactement comme moi !” ».

## Un pionnier de la cause environnementale
En tant que bourgmestre d’Ocquier, alors que la cause de l’environnement n’en était qu’à ses débuts, il s’était attaché à la préservation du cachet rural et l’embellissement de sa commune. Il s’engagea dans une action de protection et de mise en valeur du patrimoine naturel, architectural et historique de son village, typique du Condroz traditionnel,. 
Devenu bourgmestre de Clavier en 1977, Adolphe Gérard étendit ses initiatives environnementales.
Son action fut soutenue par la Fondation Roi Baudouin. Dans le cadre d’une grande étude sur l’aménagement et le développement rural, Clavier fut retenue comme zone représentative pour la Wallonie.

## Visite royale
Le sommet de sa carrière fut sans doute la visite de leurs Majestés, le Roi Baudouin et la Reine Fabiola, à Clavier, en juillet 1981.

## Le quotidien d’une commune rurale
Son action quotidienne se partageait entre le soutien aux associations patriotiques d’après-guerre, la distribution de l’eau alimentaire, l’éclairage public dans le respect du caractère architectural d’Ocquier, l’expansion de la zone industrielle, la création, en 1959, d’une piscine communale publique de plein air, le développement d'infrastructures sportives et la gestion du patrimoine forestier,.

## Une famille d’écrivains
Les Gérard sont les cousins des frères Lurkin, écrivains régionaux. Ils sont nés à Vervoz, où leur père était régisseur du domaine du comte de Tornaco. Abel Lurkin (1891-1963) était journaliste, romancier et conteur. Dans l’une de ses œuvres, Mœurs des Condruses, il est le témoin des contes et des comptines du Condroz de l’entre-deux-guerres. Jean Lurkin (1896-1968) a dédié l’essentiel de son œuvre à la chasse et au tir.
George Garnir (1868-1939) était également le cousin d’Adolphe Gérard. Considéré comme « un conteur wallon authentique », il serait l’un des trois fondateurs de l’hebdomadaire Pourquoi pas ?
À l’initiative d’Adolphe Gérard et des frères Lurkin, un banc à la mémoire de George Garnir est dressé à Ocquier, non loin de la maison familiale des Gérard. Dessiné par l’architecte François Malfait, il fut inauguré le 1er juin 1947.